# Sargentes de la Lora
Sargentes de la Lora – gmina w Hiszpanii, w prowincji Burgos, w Kastylii i León, o powierzchni 86,22 km². W 2011 roku gmina liczyła 138 mieszkańców.